# البيضة (تدمر)
البيضة هي قرية سورية تقع في ناحية مركز تدمر من منطقة تدمر في محافظة حمص. يبلغ عدد سكانها 670 نسمة وفق لإحصائيات 2004.